# Krešimir Režić
Krešimir Režić (Split, RS de Croacia, 13 de octubre de 1981) es un exjugador y entrenador de fútbol croata. Actualmente está sin club.

## Trayectoria
Nacido en Split, Režić jugó en el NK Došk, el NK Solin y el NK Jadran Supetar. Más tarde, comenzó a trabajar como entrenador en la cantera del Hajduk Split de 2007 a 2017, y de 2013 a 2014 fue asistente técnico de Mladen Ivančić en la selección sub-17 de Croacia.
Después de un paso en las inferiores del Al-Nassr, asumió al frente del Croatia Zmijavci en el verano del 2019. En junio de 2020, tras terminar la temporada en el 3. HNL con un segundo puesto, rescindió consensualmente su contrato con el club croata.
El 14 de septiembre de 2020, se unió al Damac de Arabia Saudita para dirigir al equipo sub-19. En enero de 2021, fue nombrado entrenador del primer equipo tras el despido de Noureddine Zekri. En su primera temporada en el club, logró liderar al club hasta la permanencia y finalizar en undécima posición. En marzo de 2023, fue relevado de sus funciones después de una derrota ante el Al-Taawoun.
En mayo de 2023, fue confirmado como técnico del Al-Tai. No obstante, fue despedido de su cargo el 25 de septiembre después de un mal comienzo en la temporada.
El 2 de abril de 2025, asumió como entrenador del Al-Raed con la misión de salvar al club del descenso. Luego de que el club descendiera a la Liga de Yello, su contrato fue rescindido al final de la temporada.

## Clubes

### Como entrenador
| Club             | País           | Año       |
| ---------------- | -------------- | --------- |
| Croatia Zmijavci | Croacia        | 2019-2020 |
| Damac            | Arabia Saudita | 2021-2023 |
| Al-Tai           | Arabia Saudita | 2023      |
| Al-Raed          | Arabia Saudita | 2025      |